# Segunda etapa de Curitiba da Stock Car Brasil de 2012
A Segunda etapa de Curitiba foi a quarta corrida da temporada de 2012 da Stock Car Brasil. O vencedor foi o paulista Átila Abreu. A corrida marcou a estreia do ex-piloto de Fórmula 1 Rubens Barrichello na categoria. A etapa também marcou a estreia do novo banco dos carros utilizados na categoria, feito de fibra de carbono.

## Classificação

### Corrida
| Pos | Nº | Piloto             | Equipe              | Voltas | Tempo/Aband. | Grid | Pontos |
| --- | -- | ------------------ | ------------------- | ------ | ------------ | ---- | ------ |
| 1   | 51 | Átila Abreu        | Mobil Super Pioneer |        | 41min28s509  |      | 22     |
| 2   | 18 | Allam Khodair      | Vogel Motorsport    |        | a 2s6        |      | 20     |
| 3   | 29 | Daniel Serra       | Red Bull Racing     |        | a 4s0        |      | 18     |
| 4   | 77 | Valdeno Brito      | Shell Racing        |        | a 5s9        |      | 17     |
| 5   | 0  | Cacá Bueno         | Red Bull Racing     |        | a 10s8       |      | 16     |
| 6   | 11 | Nonô Figueiredo    |                     |        | a 11s9       |      | 15     |
| 7   | 1  | Antonio Pizzonia   |                     |        | a 15s8       |      | 14     |
| 8   | 4  | Julio Campos       | Carlos Alves        |        | a 16s6       |      | 13     |
| 9   | 6  | Vitor Meira        | Officer ProGP       |        | a 17s2       |      | 12     |
| 10  | 28 | Galid Osman        | BMC Racing          |        | a 23s2       |      | 11     |
| 11  | 9  | Giuliano Losacco   |                     |        | a 23s6       |      | 10     |
| 12  | 20 | Ricardo Sperafico  |                     |        | a 25s5       |      | 9      |
| 13  | 65 | Max Wilson         |                     |        | a 25s8       |      | 8      |
| 14  | 5  | Denis Navarro      |                     |        | a 27s2       |      | 7      |
| 15  | 16 | Diego Nunes        |                     |        | a 27s4       |      | 6      |
| 16  | 14 | Luciano Burti      |                     |        | a 28s4       |      | 5      |
| 17  | 35 | David Muffato      |                     |        | a 29s7       |      | 4      |
| 18  | 37 | Eduardo Leite      | Hot Car             |        | a 34s9       |      | 3      |
| 19  | 99 | Xandinho Negrão    |                     |        | a 37s9       |      | 2      |
| 20  | 25 | Tuka Rocha         |                     |        | a 38s6       |      | 1      |
| 21  | 57 | Claudio Capparelli |                     |        | a 44s8       |      |        |
| 22  |    | Rubens Barrichello | Medley Full Time    |        | a 1 volta    |      |        |
| 23  |    | Rodrigo Sperafico  |                     |        | a 3 voltas   |      |        |
| Ret |    | Patrick Gonçalves  |                     |        |              |      |        |
| Ret |    | Pedro Boesel       |                     |        |              |      |        |
| Ret |    | Lico Kaesemodel    |                     |        |              |      |        |
| Ret |    | Duda Pamplona      |                     |        |              |      |        |
| Ret |    | Fábio Carbone      |                     |        |              |      |        |
| Ret |    | Thiago Camilo      |                     |        |              |      |        |
| Ret |    | Ricardo Maurício   |                     |        |              |      |        |
| Ret |    | Ricardo Zonta      |                     |        |              |      |        |
| Ret |    | Popó Bueno         |                     |        |              |      |        |